# 追女三十六房
《追女三十六房》，是1982年上映的一部香港豔情電影，由呂奇執導，艾蒂、凌黛及貝如花主演。

## 故事大綱
「猛男訓練中心」專教男人在必勝的追女工夫，資產高達一億。某天校長與八姨太司馬文君（艾蒂）漁水交歡時不幸暴斃，學校三位教授唐癡斗（胡楓）、陳大吉（韋弘）、魯實仁（羅浩楷）都想當校長。結果決定互相指定一個難追的女人給對方追，誰先追到手誰就是校長。
唐癡斗追求新一屆爐峰小姐香智美（貝如花），卻反而與香智美的表姊發生關係。陳大吉追求名媛慕容渺渺（凌黛），本來快要得手，卻被唐癡斗攪局弄垮。魯實仁卻沒有追被指定的女人，反而跑去追求司馬文君，被唐癡斗、陳大吉識破，三人一同追求。但是最後他們的四分之一學校股份都被司馬文君騙走了。

## 外部連結
- 香港影庫上《追女三十六房》的資料（繁體中文）
- 開眼電影網上《追女三十六房》的資料（繁體中文）
- 豆瓣电影上《追女三十六房》的資料 （简体中文）
- 互联网电影数据库（IMDb）上《追女三十六房》的资料（英文）